# Novyi Kanal

Logo de Novyi kanal

Novyi Kanal (en ucranio: Новий Канал, literalmente 'Nuevo Canal'): Es un canal de televisión ucraniano. El canal es parte del grupo de radiodifusión Starlight Media, creado por Viktor Pinchuk.

## Historia
El canal se lanzó el 15 de julio de 1998. Al principio, se transmitía solo en Kiev, pero desde 1999, ha ampliado su alcance a otras seis regiones de Ucrania . Desde el año 2000, el canal ha sido recibido en más de 17 ciudades importantes. Novyi Kanal se transmite por satélite desde el 20 de diciembre de 2000.
El 1 de marzo de 2001, el canal fue el primero en Ucrania en cambiar a transmisión las 24 horas.
En 2002, Novyi Kanal ocupó el tercer lugar en los ratings de la televisión ucraniana después de Inter y 1+1. Sin embargo, los ratings del canal han disminuido constantemente en los últimos años: 10,11% en 2004, 9,1% en 2005, 8,5% en 2006 y en 2007, sólo 7,42%.
El 2 de septiembre de 2008 tomó la delantera en audiencia comercial de 14 a 49 años (ciudades mayores de 50 años): la cuota de audiencia aumentó hasta el 13,83%.
El 11 de noviembre de 2009, Elena Pinchuk, jefa del consejo de supervisión del grupo TV, realizó una presentación de la marca StarLightMedia, que reunió a los líderes del mercado de medios ucraniano: Novy Kanal, ICTV , STB, M1, M2 y Kui-TB.
Las transmisiones de Novyi Kanal en Sebastopol terminaron el 9 de marzo de 2014 a las 14:30 en punto hora de Europa del Este debido a la Anexión de Crimea por Rusia.
En 2014, Novy Kanal fue criticado por transmitir series de televisión rusas. Según los resultados del seguimiento realizado por los activistas de la campaña “Boicot al cine ruso”, del 8 al 14 de septiembre se emitieron en el canal de televisión 7 horas y 35 minutos de contenidos rusos.
El 6 de julio de 2015 se lanzó una nueva red de transmisión de entretenimiento. Se eliminaron los programas informativos y deportivos, quedando únicamente películas animadas y largometrajes, series de televisión y programas de entretenimiento.
Debido a la Invasión rusa de Ucrania, los días 24 y 25 de febrero de 2022, el canal de televisión transmitió el maratón de información de United News las 24 horas del día. Desde el 25 de febrero, el canal de televisión reprogramó su transmisión para niños y adolescentes. No hay comerciales al aire desde el 29 de diciembre de 2021.

## Personalidades
En 1999-2004 el canal estuvo dirigido por Oleksandr Tkachenko. En 2005-2012, Novyi estuvo dirigida por Iryna Lysenko. El canal fue dirigido por Vladimir Lokotko desde mayo de 2012, en 2019 Alexey Gladushevsky se convirtió en director general.
Muchos periodistas destacados han trabajado en el canal desde sus inicios, incluidos Andriy Kulykov, Andriy Shevchenko, Hanna Homonai, Lidiya Taran y Sviatoslav Tseholko.